# Bouchain
Bouchain (Nederlands: Boesem) is een gemeente in het Franse Noorderdepartement (Frans: département du Nord) (regio Hauts-de-France). De plaats maakt deel uit van het arrondissement Valenciennes. In de gemeente ligt spoorwegstation Bouchain. Bouchain telde op 1 januari 2022 4.054 inwoners.

## Geschiedenis
Bouchain (of ook wel Bulcinum, Bilcinius, Bolcen, Bochanium, Bouçain, Bouchin en Bouchaing in diverse bronnen genoemd) werd in het jaar 899 voor het eerst genoemd, wanneer Karel de Eenvoudige bepaalde rechten verleent aan de Sint-Amandsabdij. Bouchain wordt in de middeleeuwen de hoofdstad van het gecreëerde graafschap Oosterbant en herbergt 76 dorpen binnen het gebied.
Bouchain werd in 1580 ingenomen door Spaanse troepen onder Karel van Mansfeld. De gouverneur van Bouchain, Joost de Soete, onderhandelde een vrije aftocht. Hij liet echter brandende lonten achter, die na zijn vertrek grote explosies veroorzaakten.
Tijdens de Spaanse Successieoorlog werd Bouchain twee keer ingenomen: eerst door de Grote Alliantie (beleg van 9 augustus tot 12 september 1711) en daarna door de Fransen (beleg van 1 tot 19 oktober 1712).

## Geografie
De oppervlakte van Bouchain bedroeg op 1 januari 2022 12,39 vierkante kilometer; de bevolkingsdichtheid was toen 327,2 inwoners per km².

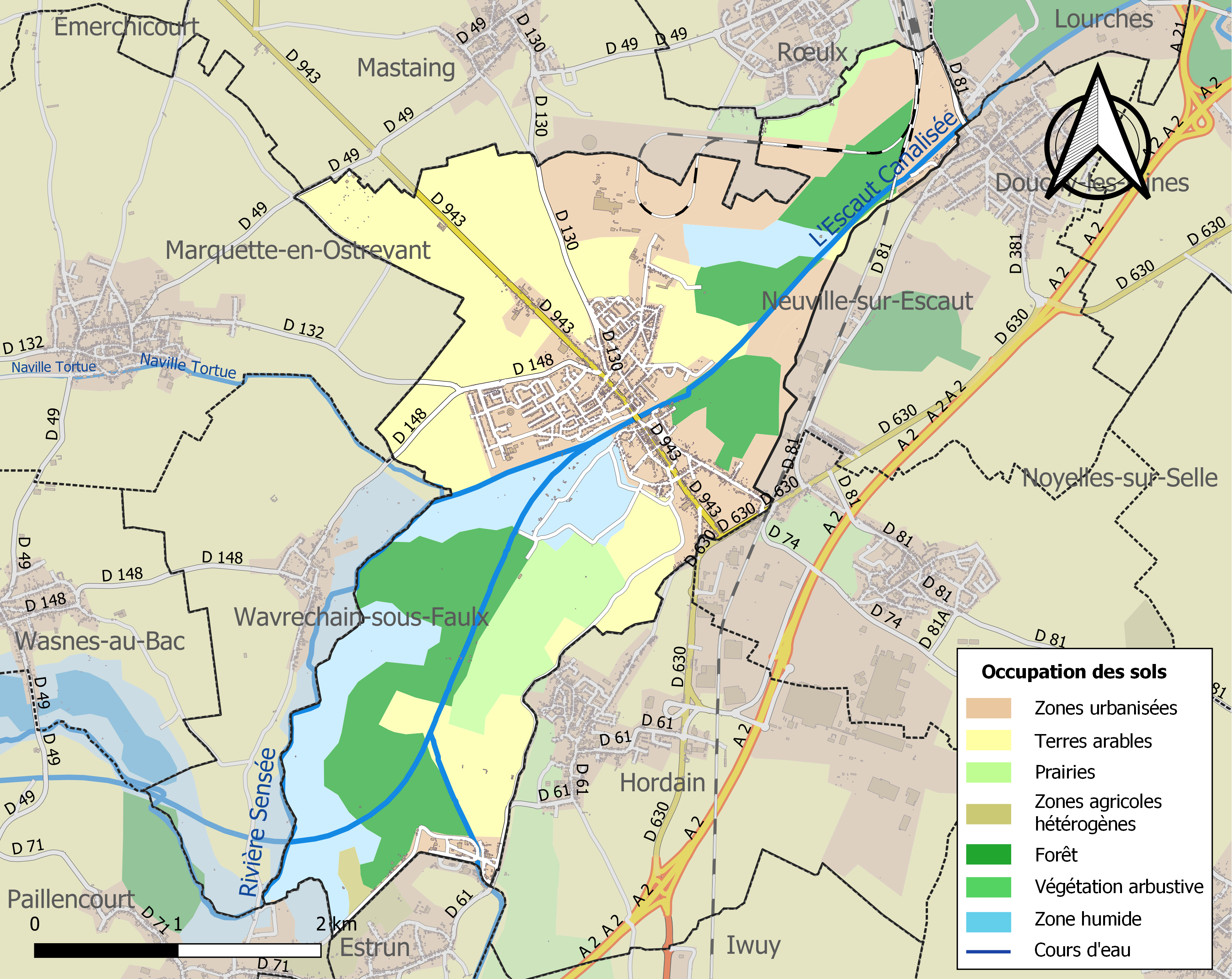
Kaart van de gemeente met belangrijkste infrastructuur, bodemgebruik en omliggende gemeenten

## Demografie
Onderstaande figuur toont het verloop van het inwonertal (bron: INSEE-tellingen).